# УМБАЛ „Свети Иван Рилски“
УМБАЛ „Свети Иван Рилски“ е университетска многопрофилна болница за активно лечение, намираща се в София в две бази с адрес бул. Акад. Иван Гешов №15 и ул. Урвич №13, Телефон: 02 8510814.
Болницата се използва и за обучение на студенти в Медицинския университет в София, специализиращи и специалисти.

## Ръководство
- Изпълнителен директор: д-р Антон Петков

## Структура
Клиники и отделения с легла
- Клиника по неврохирургия
- Референтен център по мозъчно-съдови заболявания
- Референтен център за епилепсии
- Референтен център хипофизни аденоми
- Клиника по хематология и онкология
- Клиника по гастроентерология
- Клиника по нервни болести
- Клиника по нефрология
- Клиника по обща и ендоскопска хирургия
- Отделение по анестезиология и активно лечение
- Клиника по ревматология
- Отделение по рехабилитация
- Клиника по професионални заболявания

Клиники и отделения без легла
- Отделение по нуклеарна медицина
- Отделение по образна диагностика
- Отделение по лъчелечение
- ТЕЛК
- Болнична аптека

Клинико-диагностични структури
- Клинична лаборатория
- Лаборатория по клинична имунология
- Лаборатория по клинична патология
- Лаборатория по порфирии
- Лаборатория по хепатити
- Лаборатория по тежки метали
- Лаборатория по медицинска генетика
- Очен кабинет